# Gianluigi Marrone
Gianluigi Marrone (Roma, 10 ottobre 1946 – Roma, 23 febbraio 2009) è stato un giurista italiano. È stato dirigente superiore del Parlamento italiano dal 1976 al 2006, quando andò in pensione da Consigliere Capo Servizio dell'Avvocatura della Camera dei deputati, e giudice unico dei tribunali dello Stato - Città del Vaticano dal 1991 al 2009, dopo essere stato dapprima giudice aggiunto e giudice ordinario, facente parte della famiglia Pontificia acquisì anche la cittadinanza vaticana.

## Biografia
Nato a Roma, da giovanissimo entrò nella Guardia Palatina d'Onore di Sua Santità (il corpo laico di fedeli della borghesia romana alle dirette dipendenze del papa, che venne sciolto nel 1970 da Paolo VI): sodalizio che (trasformandosi poi nella Associazione dei Santi Pietro e Paolo) egli resse quale presidente per molti anni.
Conseguì la laurea in giurisprudenza all'Università La Sapienza; successivamente conseguì anche il dottorato in diritto canonico alla Pontificia Università San Tommaso d'Aquino e la laurea in Scienze Religiose con l'abilitazione all'insegnamento della religione cattolica presso la medesima Università. Nel 1976 vinse il concorso per funzionario parlamentare ed entrò come Consigliere Parlamentare alla Camera dei deputati; nel 1983 venne promosso dirigente e venne nominato Consigliere Capo Servizio; coordinò vari Dipartimenti, come quello del Personale, degli Affari Generali e dei Servizi di Sicurezza. Capo dell'Avvocatura della Camera dei Deputati; nel 1994 divenne anche Capo dell'Ufficio Giuridico della Camera dei Deputati.
Fu consigliere giuridico dei presidenti della Camera dei Deputati Luciano Violante e Pier Ferdinando Casini, mentre del presidente della Camera dei Deputati, Irene Pivetti, fu Capo di Gabinetto.
Ordinario della cattedra di Istituzioni di diritto pubblico alla Libera Università Maria Santissima Assunta (LUMSA) di Roma, nel 1987 divenne giudice aggiunto del Tribunale dello Stato della Città del Vaticano. Quando gli venne chiesto di diventare giudice unico della Città del Vaticano chiese l'autorizzazione previa a Nilde Iotti, allora presidente della Camera dei deputati, a causa dell'eventuale conflitto di interesse e venne da lei autorizzato. Nel 1990 divenne giudice ordinario di Città del Vaticano e in seguito assunse la carica di Giudice Unico dei Tribunali dello Stato Città del Vaticano, divenendo di diritto anche cittadino vaticano e membro della Famiglia Pontificia.
Assunse per ultimo anche l'incarico di Presidente del Comitato Sicurezza dello Stato Città del Vaticano.
In veste di giudice unico vaticano si trovò a dover fronteggiare molti casi giudiziari particolarmente tragici e spigolosi avvenuti all'interno o nei pressi delle "mura leonine".
Inoltre collaborò attivamente all'attività legislativa dello Stato della Città del Vaticano, essendo stato uno dei principali artefici della stesura della nuova legge fondamentale della Città del Vaticano, entrata in vigore il 22 febbraio 2001 con papa Giovanni Paolo II; contribuì anche alla stesura della Legge sul Governo dello Stato della Città del Vaticano, alla riforma del Corpo della Gendarmeria dello Stato della Città del Vaticano; a lui si debbono anche i recenti testi normativi sulle fonti del Diritto e la Sicurezza sul Lavoro.
Fu autore di molti libri inerenti alle Fonti del diritto, al Diritto costituzionale e al Diritto internazionale.

## Opere
- Marrone Gianluigi, Riflessioni dopo il dibattito parlamentare. In difesa della vita, in Parlamento, 1988 fasc. 5-7, pp. 39 – 40
- Marrone Gianluigi, Dopo il nuovo accordo concordatario. Un Trattato da rivedere?, in Parlamento, 1987 fasc. 6-8, pp. 37 ss.
- Marrone Gianluigi, Struttura legislativa fondamentale dello Stato della città del Vaticano: note introduttive, in Bollettino d'informazioni costituzionali e parlamentari, 1986 fasc. 2, pp. 3 – 85
- Marrone Gianluigi, Il concordato rinnovato, in Parlamento, 1985 fasc. 5-6, pp. 27 – 28
- Marrone Gianluigi, Concordato: spunti per una lettura critica dell'accordo di revisione. Prima analisi delle norme, in Bollettino d'informazioni costituzionali e parlamentari, 1985 fasc. 1, pp. 55 – 72.